# Onyekachi Apam
Onyekachi Apam (Aba, Nigeria; 30 de diciembre de 1986) es un exfutbolista nigeriano. Jugaba de defensa y jugó nueve temporadas en Francia, en el Olympique Niza y el Stade Rennes. Su último club fue el Seattle Sounders FC de la MLS en 2014.
A nivel internacional, representó a Nigeria a nivel juvenil, formó parte del equipo  de Nigeria sub-23 que ganó la medalla de plata en los Juegos Olímpicos de Pekín 2008. Apam jugó 14 encuentros por la selección de Nigeria entre 2007 y 2010, con la que disputó la Copa Africana de Naciones de 2008 y 2010.

## Selección nacional

### Participaciones en la Copa del Mundo
| Mundial                               | Sede         | Resultado  |
| ------------------------------------- | ------------ | ---------- |
| Copa Mundial de Fútbol Sub-20 de 2005 | Países Bajos | Subcampeón |

### Participaciones internacionales
| Torneo                         | Sede   | Resultado   |
| ------------------------------ | ------ | ----------- |
| Copa Africana de Naciones 2008 | Ghana  | 4° de final |
| Copa Africana de Naciones 2010 | Angola | Semifinal   |

## Clubes
| Club                | País           | Año       |
| ------------------- | -------------- | --------- |
| Olympique Niza      | Francia        | 2006-2010 |
| Stade Rennes        | Francia        | 2010-2014 |
| Seattle Sounders FC | Estados Unidos | 2014      |